# Chauriat
Chauriat är en kommun i departementet Puy-de-Dôme i regionen Auvergne-Rhône-Alpes i centrala Frankrike. Kommunen ligger i kantonen Vertaizon som tillhör arrondissementet Clermont-Ferrand. År 2022 hade Chauriat 1 779 invånare.

## Befolkningsutveckling
Antalet invånare i kommunen Chauriat
| Referens: INSEE |